# Махападма Нанда
Махападма Нанда (400 год до н. э. — 329 год до н.э.) — согласно пуранам — первый император Империи Нанда в древней Индии; основатель династии Нанда. 
Пураны описывают его как сына последнего короля из династии Шайшунага Маханандина и женщины-шудры. Эти тексты приписывают ему обширные завоевания, которые расширили империю далеко за пределы региона Магадха. Различные пураны по-разному указывают продолжительность его правления от 28 до 88 лет (последнее маловероятно, ибо большинство источников указывают на то, что он умер в возрасте 88 лет), и утверждают, что его восемь сыновей правили последовательно после него в общей сложности 12 лет.
Он реформировал государственное управление, создал единую налоговую систему и ввел должности сборщиков налогов. 
Буддийские тексты не упоминают его, и вместо этого называют первого правителя Нанды как грабителя, ставшего королем Уграсены, которого сменили его восемь братьев, последним из которых был Дхана Нанда.